# Mikołaj z Ossolina
Mikołaj z Ossolina herbu Topór (zm. 1459) – dygnitarz, kasztelan wojnicki od 1442 roku, wcześniej radomski od 1437.
Był synem Jana z Ossolina, protoplasty rodu Ossolińskich i nieznanej matki. Miał siostrę Annę oraz braci: kasztelana radomskiego Jana (zm. 1436) i Andrzeja.
Był uczestnikiem konfederacji Zbigniewa Oleśnickiego w 1438 roku.
Przebywał z królem Władysławem III na Węgrzech, nie brał jednak udziału w bitwie pod Warną, gdyż wcześniej powrócił do kraju. Uczestniczył w negocjacjach pokojowych w 1445 roku z książętami opolskimi Bernardem i Bolkiem V w toczącej się wojnie spowodowanej sporem o Księstwo Siewierskie. Jego podpis znajduje się na traktacie zawieszającym działania wojenne, zawartym w Głogowie 14 czerwca 1445 roku.
Współpracował również z królem Kazimierzem Jagiellończykiem. Często pojawiał się na dworze. Brał udział w objazdach królewskich po państwie, uczestnicząc w sesjach sądu królewskiego. Powiększył majątek, nabywając nieruchomości w Krakowie.
Był żonaty z Małgorzatą z Rębielic Szlacheckich. Zmarł bezpotomnie. Jego majątek odziedziczył syn brata Jana, Andrzej.